# Чемпионат Шотландии по футболу 2020/2021
Шотландский Премьершип 2020/21 (англ. 2020–21 Scottish Premiership) — восьмой сезон шотландского Премьершипа, высшего дивизиона в системе футбольных лиг Шотландии. Сезон начался 1 августа 2020 года и завершился 16 мая 2021 года.
В турнире приняло участие 12 команд: «Абердин», «Селтик», «Гамильтон Академикал», «Данди Юнайтед», «Хиберниан», «Килмарнок», «Ливингстон», «Мотеруэлл», «Рейнджерс», «Росс Каунти», «Сент-Джонстон» и «Сент-Миррен».
Чемпионский титул завоевал «Рейнджерс».

## Команды

### Изменения по сравнению с предыдущим сезоном
Вышли из Чемпионшипа
- Данди Юнайтед

Выбыли в Чемпионшип
- Харт оф Мидлотиан

### Стадионы
| Абердин             | Селтик | Данди Юнайтед | Гамильтон Академикал |
| ------------------- | --- | --- | -------------------- |
| Питтодри            | Селтик Парк | Таннадайс Парк | Нью-Дуглас Парк      |
| Вместимость: 20 866 | Вместимость: 60 411 | Вместимость: 14 223 | Вместимость: 6018    |
|                     | | |                      |
| Хиберниан           | Абердин Данди Юнайтед Хиберниан Килмарнок Ливингстон Рейнджерс Росс Каунти Сент-Джонстон Сент-Миррен Селтик Гамильтон Академикал МотеруэллМестоположение команд шотландского Премьершипа 2020/21 | Абердин Данди Юнайтед Хиберниан Килмарнок Ливингстон Рейнджерс Росс Каунти Сент-Джонстон Сент-Миррен Селтик Гамильтон Академикал МотеруэллМестоположение команд шотландского Премьершипа 2020/21 | Килмарнок            |
| Истер Роуд          | Абердин Данди Юнайтед Хиберниан Килмарнок Ливингстон Рейнджерс Росс Каунти Сент-Джонстон Сент-Миррен Селтик Гамильтон Академикал МотеруэллМестоположение команд шотландского Премьершипа 2020/21 | Абердин Данди Юнайтед Хиберниан Килмарнок Ливингстон Рейнджерс Росс Каунти Сент-Джонстон Сент-Миррен Селтик Гамильтон Академикал МотеруэллМестоположение команд шотландского Премьершипа 2020/21 | Регби Парк           |
| Вместимость: 20 421 | Абердин Данди Юнайтед Хиберниан Килмарнок Ливингстон Рейнджерс Росс Каунти Сент-Джонстон Сент-Миррен Селтик Гамильтон Академикал МотеруэллМестоположение команд шотландского Премьершипа 2020/21 | Абердин Данди Юнайтед Хиберниан Килмарнок Ливингстон Рейнджерс Росс Каунти Сент-Джонстон Сент-Миррен Селтик Гамильтон Академикал МотеруэллМестоположение команд шотландского Премьершипа 2020/21 | Вместимость: 17 889  |
|                     | Абердин Данди Юнайтед Хиберниан Килмарнок Ливингстон Рейнджерс Росс Каунти Сент-Джонстон Сент-Миррен Селтик Гамильтон Академикал МотеруэллМестоположение команд шотландского Премьершипа 2020/21 | Абердин Данди Юнайтед Хиберниан Килмарнок Ливингстон Рейнджерс Росс Каунти Сент-Джонстон Сент-Миррен Селтик Гамильтон Академикал МотеруэллМестоположение команд шотландского Премьершипа 2020/21 |                      |
| Ливингстон          | Абердин Данди Юнайтед Хиберниан Килмарнок Ливингстон Рейнджерс Росс Каунти Сент-Джонстон Сент-Миррен Селтик Гамильтон Академикал МотеруэллМестоположение команд шотландского Премьершипа 2020/21 | Абердин Данди Юнайтед Хиберниан Килмарнок Ливингстон Рейнджерс Росс Каунти Сент-Джонстон Сент-Миррен Селтик Гамильтон Академикал МотеруэллМестоположение команд шотландского Премьершипа 2020/21 | Мотеруэлл            |
| Алмондвейл          | Абердин Данди Юнайтед Хиберниан Килмарнок Ливингстон Рейнджерс Росс Каунти Сент-Джонстон Сент-Миррен Селтик Гамильтон Академикал МотеруэллМестоположение команд шотландского Премьершипа 2020/21 | Абердин Данди Юнайтед Хиберниан Килмарнок Ливингстон Рейнджерс Росс Каунти Сент-Джонстон Сент-Миррен Селтик Гамильтон Академикал МотеруэллМестоположение команд шотландского Премьершипа 2020/21 | Фер Парк             |
| Вместимость: 9512   | Абердин Данди Юнайтед Хиберниан Килмарнок Ливингстон Рейнджерс Росс Каунти Сент-Джонстон Сент-Миррен Селтик Гамильтон Академикал МотеруэллМестоположение команд шотландского Премьершипа 2020/21 | Абердин Данди Юнайтед Хиберниан Килмарнок Ливингстон Рейнджерс Росс Каунти Сент-Джонстон Сент-Миррен Селтик Гамильтон Академикал МотеруэллМестоположение команд шотландского Премьершипа 2020/21 | Вместимость: 13 677  |
|                     | Абердин Данди Юнайтед Хиберниан Килмарнок Ливингстон Рейнджерс Росс Каунти Сент-Джонстон Сент-Миррен Селтик Гамильтон Академикал МотеруэллМестоположение команд шотландского Премьершипа 2020/21 | Абердин Данди Юнайтед Хиберниан Килмарнок Ливингстон Рейнджерс Росс Каунти Сент-Джонстон Сент-Миррен Селтик Гамильтон Академикал МотеруэллМестоположение команд шотландского Премьершипа 2020/21 |                      |
| Рейнджерс           | Росс Каунти | Сент-Джонстон | Сент-Миррен          |
| Айброкс             | Виктория Парк | Макдермид Парк | Сент-Миррен Парк     |
| Вместимость: 50 817 | Вместимость: 6541 | Вместимость: 10 696 | Вместимость: 7937    |
|                     | | |                      |

## Турнирная таблица
| Поз | Команда                  | И  | В  | Н  | П  | МЗ | МП | РМ  | О   | Квалификация или выбывание       |
| --- | ------------------------ | -- | -- | -- | -- | -- | -- | --- | --- | -------------------------------- |
| 1   | Рейнджерс (Ч)            | 38 | 32 | 6  | 0  | 92 | 13 | +79 | 102 | 3-й квал. раунд Лиги чемпионов   |
| 2   | Селтик                   | 38 | 22 | 11 | 5  | 78 | 29 | +49 | 77  | 2-й квал. раунд Лиги чемпионов   |
| 3   | Хиберниан                | 38 | 18 | 9  | 11 | 48 | 35 | +13 | 63  | 2-й квал. раунд Лиги конференций |
| 4   | Абердин                  | 38 | 15 | 11 | 12 | 36 | 38 | −2  | 56  | 2-й квал. раунд Лиги конференций |
| 5   | Сент-Джонстон            | 38 | 11 | 12 | 15 | 36 | 46 | −10 | 45  | 3-й квал. раунд Лиги Европы      |
| 6   | Ливингстон               | 38 | 12 | 9  | 17 | 42 | 54 | −12 | 45  |                                  |
|     |                          |    |    |    |    |    |    |     |     |                                  |
| 7   | Сент-Миррен              | 38 | 11 | 12 | 15 | 37 | 45 | −8  | 45  |                                  |
| 8   | Мотеруэлл                | 38 | 12 | 9  | 17 | 39 | 55 | −16 | 45  |                                  |
| 9   | Данди Юнайтед            | 38 | 10 | 14 | 14 | 32 | 50 | −18 | 44  |                                  |
| 10  | Росс Каунти              | 38 | 11 | 6  | 21 | 35 | 66 | −31 | 39  |                                  |
| 11  | Килмарнок (В)            | 38 | 10 | 6  | 22 | 43 | 54 | −11 | 36  | Финал плей-офф Премьершипа       |
| 12  | Гамильтон Академикал (В) | 38 | 7  | 9  | 22 | 34 | 67 | −33 | 30  | Выбывание в Чемпионшип           |

1. ↑  Каждая команда сыграла с соперником по три раза (33 матча), после чего лига разделилась на две группы по шесть команд.
2. ↑  «Сент-Джонстон» квалифицировался в Лигу Европы УЕФА в качестве победителя Кубка Шотландии.

## Плей-офф Премьершипа
Четвертьфиналы играются между третьей (Рэйт Роверс) и четвёртой (Данфермлин Атлетик) командой Чемпионшипа. Победитель встречается в полуфинале со второй (Данди) командой Чемпионшипа за путёвку в финал, где предстоит побороться с 11-й командой Премьершипа за право участвовать в следующем сезоне высшего дивизиона.

### Четвертьфинал
Матчи были сыграны 4 и 8 мая 2021 года.
| Команда 1          | Итог | Команда 2   | 1-й матч | 2-й матч |
| ------------------ | ---- | ----------- | -------- | -------- |
| Данфермлин Атлетик | 0:2  | Рэйт Роверс | 0:0      | 0:2      |

### Полуфинал
Матчи были сыграны 12 и 15 мая.
| Команда 1   | Итог | Команда 2 | 1-й матч | 2-й матч |
| ----------- | ---- | --------- | -------- | -------- |
| Рэйт Роверс | 1:3  | Данди     | 0:3      | 1:0      |

### Финал
Матчи были сыграны 20 и 24 мая.
| Команда 1 | Итог | Команда 2 | 1-й матч | 2-й матч |
| --------- | ---- | --------- | -------- | -------- |
| Данди     | 4:2  | Килмарнок | 2:1      | 2:1      |